# Montanisme
Het montanisme is een vroeg-christelijke religieuze beweging rond Montanus (†ca. 195). Deze trad rond 156 in Klein-Azië in gezelschap van twee profetische vrouwen, Priscilla en Maximilla, op met een extatische en rigoristische prediking. De aanhangers worden montanisten genoemd. Zij legden sterk de nadruk op de wederkomst van Jezus. Montanus verkondigde dat weldra het Nieuwe Jeruzalem en het duizendjarig vrederijk zouden aanbreken. Montanus meende dat in hem de parakleet was gekomen. Het montanisme verbreidde zich tot in Rome en heeft zich, voornamelijk in Klein-Azië, weten te handhaven tot in de 6e eeuw. De invloedrijkste aanhanger ervan was Tertullianus.
Het montanisme is vooral bekend uit de geschriften van de kerkvaders en een aantal bisschoppensynodes. De montanisten komen zelf aan het woord in de late geschriften van Tertullianus, die naar deze groepering was overgestapt.

## De montanistische beweging
De beweging van de montanisten kende drie fasen:
- het ontstaan tot aan de dood van de profetes Maximilla in 179;
- de verspreiding van het montanisme tot aan de breuk met de Kerk;
- de algemene aanvaarding dat het montanisme een ketterij was, tot aan het langzaam uitsterven (begonnen in de 4e, eindigend in de 8e eeuw).

### De eerste twee decennia
De beweging van de montanisten noemde zichzelf "profetie". Tegenstanders noemden de beweging "nieuwe profetie" of "Phrygische heresie". De beweging was ontstaan rond 160-170 in Phrygië, waarschijnlijk in Ardaban, en ontwikkelde zich tussen de steden Philadelphia, Eumeneia, Hierapolis en Apamea. 
De montanisten werden geleid door Montanus, die zich als de parakleet beschouwde en de nabije komst van het hemelse Jeruzalem voorspelde. Hij riep aanhangers op tot vasten, seksuele onthouding, boetedoening, loslaten van het huwelijk en bereidheid tot het martelaarschap. Kenmerkend was de rol die vrouwen speelden. Het kende zowel profetessen (Priscilla, Maximilla en Quintilla) alsook vrouwelijke presbyters. Mogelijk was deze praktijk beïnvloed door de in Phrygië inheemse Cybele-cultus, waarin castraten en vrouwen een rol speelden. De profetessen Priscilla en Maximilla waren gehuwd geweest, voordat zij tot de montanisten toetraden.
In het montanisme was de profetie (droomduidingen, extase-ervaringen) een kenmerkend element, hetgeen op zich niet verrassend is gezien het van een snel naderend einde van de wereld uitging. Vanuit deze eindtijdverwachting verbaast de rigoureuze moraal evenmin. De positie, die Montanus en profetes Priscilla voor zich opeisten was daarentegen wel bijzonder. Montanus zag zich als de laatste definitieve openbaring, die Christus daarmee oversteeg. Priscilla meende dat er na haar geen profetes meer zou komen, maar slechts het einde. Het gaat hier dus om twee mensen, die een exclusieve relatie met de Heilige Geest meenden te hebben. Waarschijnlijk waren de visioenen en profetieën beperkt tot de leiders van de gemeenschap, Montanus en de profetessen.

### Overlijden van Priscilla
Nadat Priscilla in 179 overleed en het nieuwe Jeruzalem op zich liet wachten, kwam aan de eindtijdprofetieën een einde. Men richtte zich vanaf dat moment vooral op het naleven van een strikte publieke en individuele moraal en de voorbereiding op het vrijwillige martelaarschap. Rond 200 begonnen bisschopssynodes zich tegen het montanisme te keren, waaruit valt op te maken, dat de beweging was begonnen zich te verspreiden. Aanhangers bevonden zich in Thracië, Antiochië, Rome, Gallië en Noord-Afrika. Tertullianus sloot zich in 207 bij de montanisten aan. In deze periode waren de visioenen en het profeteren niet meer voorbehouden aan de leiders, maar scheen een 'democratisering' van deze fenomenen te hebben plaatsgevonden. De door de gelovigen gedane profetieën en duidingen werden ter toetsing voorgelegd aan de leider van de gemeenschap, volgens Tertullianus speelde daarbij de traditie in de beweging een belangrijke rol.

### Breuk met de Kerk
Uiteindelijk kwam het tot een breuk tussen de montanisten en de Kerk. Sinds het midden van de 4e eeuw schijnt de beweging uit Europa verdwenen te zijn en ook in Noord-Afrika is er nauwelijks iets van te bekennen sinds het eerste kwart van de 5e eeuw. Augustinus van Hippo sprak in 428 nog wel van Tertullianisten, de volgelingen van Tertullianus die na montanist geworden te zijn, op zijn beurt met hen had gebroken en een eigen beweging stichtte. In tegenstelling tot in het westen, werden de opvolgers van de montanisten, de priscillianisten en pepucianen, door de keizers in het oosten, met het centrum in Phrygië, vervolgd. Het laatste bericht over het toen als ketterij geldende montanisme dateerde uit 722.
In het montanisme had zich een veel duidelijkere en strakkere hiërarchie gevormd, dan in de rest van de Kerk. Aan het hoofd stond een patriarch. Vervolgens kenden de montanisten profetessen, economen (voor het financiële beheer), bisschoppen, presbyters en diakens. Alle ambten, met uitzondering van het profetenambt, stonden open voor zowel mannen als vrouwen. De montanisten zijn hierdoor een voorbeeld van een beweging die is aan te duiden, als een heretische beweging uit die tijd, maar ook als een "mystieke" beweging die zich tegen de hiërarchische "officiële" Kerk afzette. Ambtelijke organisatie en spiritueel geloof gingen, evenals trouwens in de "ambtskerk", samen.

## Invloed van het montanisme
In Noord-Afrika is de invloed van het montanisme waarschijnlijk te zoeken in het donatisme. Aanhangers van het donatisme werden gekenmerkt door het belang dat zij hechtten aan extatische ervaringen en de grote verering van martelaren. 
De verering van martelaren in het christendom heeft mogelijk door de montanisten in verbinding met de tradities van de Noord-Afrikaanse donatistische rebellen aan betekenis gewonnen, vooral als volksdevotie. 
Ten slotte heeft het montanisme waarschijnlijk ook bijgedragen aan de betekenis van visioenen als medium voor de openbaring, zoals dit tot in de middeleeuwen ook in de rest van het christendom voorkwam.

## Montanisme alsheresie
Het montanisme was in zijn eerste fase een ketterij vanwege de personencultus rond Montanus, de overdreven eschatologie en de  marginale Christus-verering. In de latere ontwikkeling van het montanisme lijkt het zich echter binnen het christendom te incultureren en kan daarom nauwelijks als duidelijke ketterij gelden. 
Over de laatste periode, vanaf de 3e eeuw, is inhoudelijk nauwelijks iets bekend, behalve de polemieken van Tertullianus, die echter een slechte basis zijn om antwoord te geven op de vraag of het montanisme al dan niet een ketterij is.